# Rindera cristulata
Rindera cristulata är en strävbladig växtart som beskrevs av Vladimir Ippolitovich Lipsky. Rindera cristulata ingår i släktet Rindera och familjen strävbladiga växter. Inga underarter finns listade i Catalogue of Life.